# Беррі Беріш
Беррі Кларк Беріш (англ. Barry Clark Barish; нар. 27 січня 1936, Омаха, Небраска, США) — американський фізик-експериментатор, провідний спеціаліст з детектування гравітаційних хвиль . Почесний професор у Каліфорнійському технологічному інституті. Лауреат Нобелівської премії з фізики 2017 року з формулюванням «за вирішальний внесок у розробку детектора LIGO та спостереження гравітаційних хвиль». Нобелівську премію він розділив з Райнером Вайссом та Кіпом Торном.

## Біографія
Баррі Беріш народився в місті Омаха, штат Небраска. Його батьки Гарольд Беріш (1911—1988) та Лі Беріш (1919—1995) походили з сімей єврейських емігрантів з Росії, які оселилися спочатку в Су-Сіті, а пізніше в Омаха. Виріс у Південній Каліфорнії.
1957 року отримав ступінь бакалавра з фізики, в 1963 році — доктора з фізики високих енергій у Каліфорнійському університеті в Берклі. З 1963 року працює у Каліфорнійському технологічному інституті.
З 1994 року — провідний дослідник LIGO, а з 1997 року — директор LIGO. 14 вересня 2015 року в обсерваторії були знайдені гравітаційні хвилі, а в лютому 2016 року в CERN було офіційно оголошено про це.
Також працював у Фермілабі та на Міжнародному лінійному колайдері.

## Громадська діяльність
У 2016 році спільно з іншими нобелівськими лауреатами підписав відкритого листа до ООН, Грінпіс та урядів усього світу із закликом припинити боротьбу з генетично модифікованими організмами (ГМО).

## Нагороди та визнання
- член Американського фізичного товариства
- член Американської асоціації сприяння розвитку науки
- член Національної Академії Наук США
- член Національної наукової ради
- член Американської академії мистецтв і наук
- 2002:Klopsteg Memorial Award[en][10]
- 2006:doctor honoris causa Болонського університету[11]
- 2011:Президент Американського фізичного товариства
- 2013:doctor honoris causa Університету Глазго
- 2016:Премія Енріко Фермі[12]
- 2016:American Ingenuity Award від журналу Smithsonian (magazine)[en][13]
- 2017:Премія принцеси Астурійської (Дослідження в галузі науки та техніки)[14]
- 2017:Giuseppe and Vanna Cocconi Prize від Європейського фізичного товариства[15]
- 2017:Медаль Генрі Дрейпера[16]
- 2017:Fudan-Zhongzhi Science Award.[17]
- 2017:Нобелівська премія з фізики
- 2018:doctor honoris causa Південного методистського університету[en][18].